# Rome City
Rome City – miasto w Stanach Zjednoczonych, w stanie Indiana, w hrabstwie Noble.